# Uganda International 2010
Die Uganda International 2010 im Badminton fanden vom 26. bis zum 28. Februar 2010 in der Nsambya Sharing Hall in Kampala statt. Beim Turnier wurden Punkte für die Badminton-Weltrangliste vergeben. Das Preisgeld betrug 5.000 US-Dollar, wodurch das Turnier in die International Series eingeordnet wurde.

## Finalergebnisse
| Disziplin    | Sieger                          | Finalist                         | Ergebnis          |
| ------------ | ------------------------------- | -------------------------------- | ----------------- |
| Herreneinzel | Jinkan Ifraimu                  | Ernesto Velazquez                | 18:21 22:20 21:13 |
| Dameneinzel  | Carolina Marín                  | Anne Hald                        | 21:18 19:21 21:18 |
| Herrendoppel | Dorian James Willem Viljoen     | Ola Fagbemi Jinkan Ifraimu       | 21:13 21:9        |
| Damendoppel  | Michelle Edwards Annari Viljoen | Stacey Doubell Jade Morgan       | 14:21 21:11 21:18 |
| Mixed        | Dorian James Michelle Edwards   | Georgios Charalambidis Anne Hald | 14:21 21:19 21:7  |